# Vladimir (Maštanov)
Vladimir (světským jménem: Vasilij Valentinovič Maštanov; * 17. ledna 1965, Gaj) je ruský duchovní Ruské pravoslavné církve a biskup šadrinský a dalmatovský.

## Život
Narodil se 17. ledna 1965 v Gaji. Roku 1974 odešel s rodinou do Novočerkassku. Roku 1982 dokončil střední školu a nastoupil na Novočerkasský polytechnický institut. V letech 1983–1985 sloužil v řadách Sovětské armády. Po návratu pokračoval ve studiu a od roku 1989 vykonával různé služby v chrámu Pokrova přesvaté Bohorodice v Novočerkassku. Oženil se a má dvě děti.
Dne 28. listopadu 1991 byl biskupem luhanským a starobilským Ioannikijem (Kobzevem) v Luhansku rukopoložen na diákona a 1. listopadu na jereje. Po vysvěcení byl ustanoven duchovním Pokrovského chrámu v Novočerkassku.
Roku 1992 nastoupil na dálkové studium Moskevského duchovního semináře, který dokončil o dva roky později.
Roku 1993 byl metropolitou rostovským a novočerkasským Vladimirem (Kotljarovem) ustanoven představeným chrámu Narození přesvaté Bohorodice ve stanici Tacinskaja.
Roku 1998 byl povýšen na protojereje a roku 1999 byl ustanoven blagočinným Bělokalitvinského okruhu.
V letech 2007–2011 absolvoval dálkové studium na Kišiněvské duchovní akademii.
Roku 2009 byl arcibiskupem rostovským a novočerkasským Panteleimonem (Dolganovem) jmenován představeným chrámu Ikony Matky Boží Vládkyně ve městě Bělaja Kalitva.
V březnu 2014 ovdověl.
Dne 5. května 2015 jej Svatý synod zvolil biskupem šadrinským a dalmatovský.
Dne 9. května 2015 byl v katedrálním chrámu Narození Krista ve Volgodonsku biskupem volgodonským a salským Kornilijem (Sinjajevem) postřižen na monacha se jménem Vladimir. O den později byl v chrámu Narození přesvaté Bohorodice v Morozovsku biskupem Kornilijem povýšen na archimandritu.
Dne 17. června 2015 byl v chrámu Všech svatých monastýru Danilov v Moskvě oficiálně jmenován biskupem a 11. července proběhla v chrámu Proměnění Páně Valaamského monastýru jeho biskupská chirotonie. Světiteli byli patriarcha moskevský Kirill, metropolita petrohradský a ladožský Varsonofij (Sudakov), metropolita petrozavodský a karelský Konstantin (Gorjanov), metropolita kurganský a belozerský Iosif (Balabanov), arcibiskup sergijevo-posadský Feognost (Guzikov), biskup troický Pankratij (Žerděv), biskup solněčnogorský Sergij (Čašin), biskup volgodonský a salský Kornilij (Sinjajev) a biskup kostomukšský a kemský Ignatij (Tarasov).
Dne 24. prosince 2015 jej Svatý synod potvrdil ve funkci představeného Dalmatovského Uspenského monastýru v Dalmatově.